# Газах
Газах (азерб. Qazax) — город на западе Азербайджана, административный центр Газахского района. Расположен на реке Акстафа на высоте 323 м над уровнем моря, в 9 км к юго-западу от железнодорожной станции Агстафа.

## История

### Период Российской империи
В XVIII веке Газах был столицей Газахского султаната. В Российской империи Казах был административным центром Газахского уезда Елизаветпольской губернии. Был расположен в 10 км (9 вёрстах) от станции Агстафа Закавказской железной дороги и в 104 км (97½ вёрст) от города Елизаветполя.
В 1909 году Газах получил статус города. 
В царские годы Казах считался центром изготовления ковров с высоким ворсом.

### Период АДР
В 1918 году в городе на базе азербайджанского отделения Закавказской учительской семинарии города Гори была создана Газахская учительская семинария. Семинария стала первой учительской семинарией на территории Азербайджана.
Первым директором семинарии стал Фиридун-бек Кочарлинский. 

### Период Азербайджанской ССР
С 1930 года — административный центр Газахского района Азербайджана.

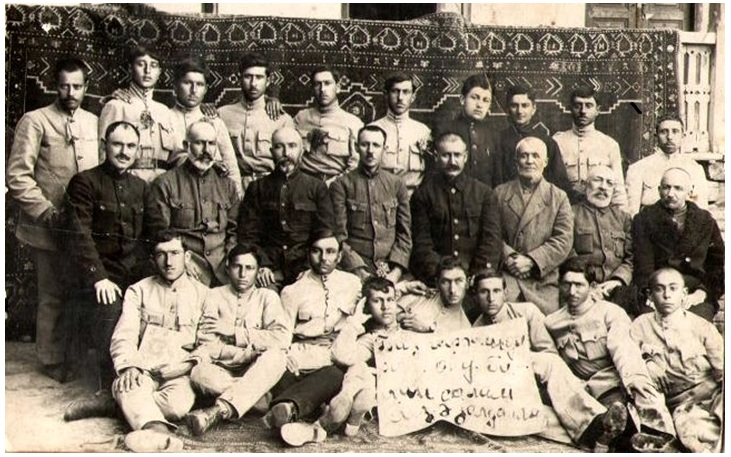
Преподаватели и выпускники Казахской учительской семинарии в 1924 году

## Население
| Год  | Всего | Армяне       | Азербайджанцы | Русские, украинцы, белорусы | Грузины     | Греки       | Поляки      |
| ---- | ----- | ------------ | ------------- | --------------------------- | ----------- | ----------- | ----------- |
| 1897 | 1 769 | 802 (45,3 %) | 601 (34 %)    | 251 (14,19 %)               | 60 (3,39 %) | 19 (1,07 %) | 11 (0,62 %) |

| Аварцы     | Литовцы     | Немцы       | Евреи       | Таты        |
| ---------- | ----------- | ----------- | ----------- | ----------- |
| 9 (0,51 %) | 2 (<0,01 %) | 1 (<0,01 %) | 1 (<0,01 %) | 10 (0,57 %) |

### XX век
По данным «Кавказского календаря», на 1907 год население города составляло 732 человека, в основном армян и азербайджанцев (в источнике «татары»), к 1910 году — 1 050 человек. 
Согласно переписи населения СССР 1926 года население составило 6 767 человек. 
В 1970 году в городе проживало порядка 13 000 человек, в 1991 году — около 19 300 человек. 

### Современный период
К 2013 году в Газахе проживало около 21 000 человек (10 200 мужчин и 10 800 женщин).
На 2019 год численность населения составляла 21,9 тыс. человек.
На 1 января 2024 года население составило 20 864 чел. Из них 9 934 мужчин (47,6 %), 10 930 женщин (52,4 %).

## Экономика
Город относится к Газах-Товузскому экономическому району.
В городе расположены ковровая, хлопкопрядильная фабрики, предприятия пищевой промышленности.
Основными занятиями населения являются изготовление ковров и коневодство (порода Делибоз).

## Инфраструктура
Действует Центр имени Гейдара Алиева, при котором действуют библиотека, музей и планетарий.
Созданы парк матери и ребёнка, парк просветителей, парк имени Исмаила Шихлы, парк имени Гейдара Алиева.
В городе расположено искусственное озеро.
Действуют сельскохозяйственный техникум, медицинское училище.
С 15 июня 2025 года маршрут скоростных поездов Баку — Агстафа продлён до станции Газах. На маршруте будут курсировать одноэтажные поезда «Stadler».

## Культура
В культуре города особое место занимает ашугская поэзия. Действует Газахский государственный драматический театр.
Открыты памятники Мехти Гусейну и Исмаилу Шихлы.
14 июля 2025 года в Саду поэтов проведён фестиваль «Дни поэзии Вагифа 2025».
Действует Газахское отделение Союза писателей Азербайджана. Председателем является поэт Барат Вусал.

## Достопримечательности
- Историко-краеведческий музей
- Крепость Гейазан (расположена в 15 км к западу от города)
- Дамджылы булагы («Капающий родник»)
- Мемориальный комплекс Деде Горгуд
- Музей Моллы Панах Вагифа и Моллы Вели Видади
- Государственная картинная галерея
- Казахский государственный драматический театр
- Джума мечеть
- Армянская церковь Святого Вардана
- Русская православная церковь
- Памятник Делибоз Ат

На горе Авей расположены пещеры Дамджылы и Дашсалахлы. В результате археологических раскопок в пещерах обнаружены изделия, относящиеся к эпохам палеолита, неолита, средних веков. Впоследствии данная территория была преобразована в Государственный историко-культурный заповедник.

## Галерея

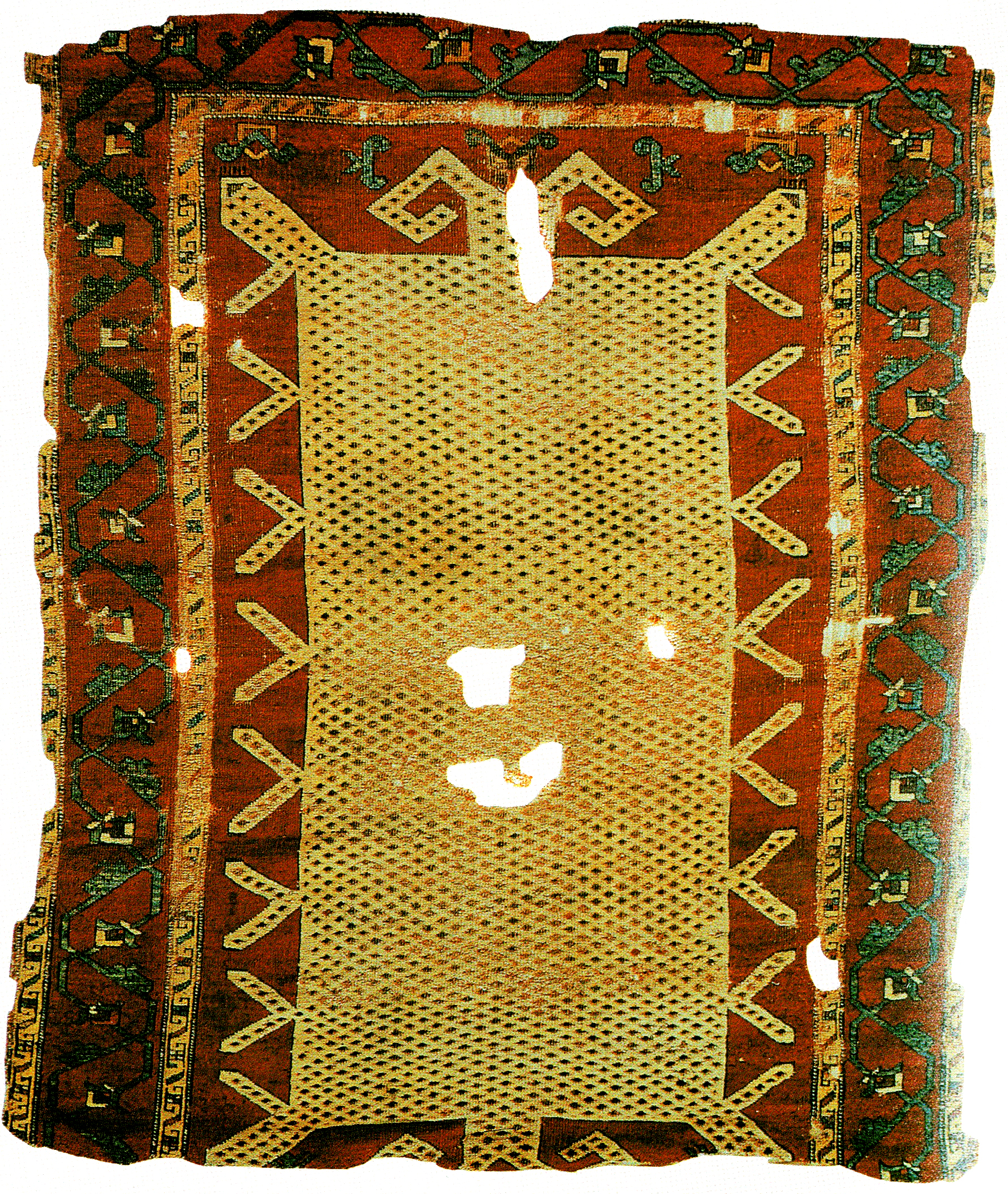
Ковёр XVIII века из Казаха. Музей турецкого и исламского искусства, Стамбул